# Wilbur Soot
Will Gold, známější jako Wilbur Soot (* 14. září 1996), je britský hudebník, Twitch streamer a YouTuber. Začal být známý v roce 2017, jako člen YouTube kanálu SootHouse, kde se pravidelně objevoval a byl hlavní střihač videí a spoluzakladatel. Později, 29. března 2019, si založil svůj vlastní YouTube kanál. Jako hudebník začal působit, když vydal svou první píseň The Nice Guy Ballad na začátku roku 2018. Jeho šestý singl, Your New Boyfriend, dosáhl až na 65. místo v UK Singles Chart.

## Kariéra

### Youtube a Twitch kariéra
Gold začal být známý jako střihač a člen YouTube kanálu SootHouse, který byl založen jím a některými jeho kamarády. Kanál dělal hlavně reakční videa, ve kterých členové sledovali memy a life hacky. Z jména tohoto kanálu také pochází jeho přezdívka Wilbur Soot.
Svůj vlastní kanál (Wilbur Soot) si vytvořil 29. března 2019. Na kanále nejčastěji natáčí herní videa, nejčastěji ze hry Minecraft. Gold také aktivně streamuje na Twitchi, na kterém má 4,8 milionu sledujících (k červenci 2023). To ho dělá 41. nejsledovanějším kanálem na platformě.
V roce 2020 byl pozván a připojil se na roleplay Minecraft server Dream SMP, založený slavným YouTuberem Dreamem. Gold založil zemi L'Manberg, které nějakou chvíli vládl avšak byl sabotován dalším členem a což byl Eret a později se stal hlavním pisatelem. Taky se účastnil ve spoustu Minecraft turnamentů, včetně Minecraft Monday.
3. dubna Gold založil svůj podcast Hey and Stuff. 

### Hudební kariéra
Přestože je znám hlavně jako YouTuber a streamer, Gold je také hudebníkem a multiinstrumentalistou. Svůj první singl, The Nice Guy Ballad, vydal v lednu 2018. Gold byl poprvé v žebříčku se svým šestým singlem, Your New Boyfriend, vydaným v prosinci 2020, který byl na 65. místě v UK Singles Chart. Také se objevil na několika autorských žebříčcích, včetně Billboard's Emerging Artists Chart a Rolling Stone's Top Breakthrough Chart. Sám také 25. června 2020 vydal EP Your City Gave Me Asthma. V květnu 2021 Gold se svojí kapelou Lovejoy vydali své první EP s názvem Are You Alright?  Písně One Day a Taunt byly na 60. a 94. místě v UK Singles Charts.

### Lovejoy
Lovejoy je Britská indie rocková kapela, založena v roce 2021. Kapela má, i přesto, že je velmi mladá, spoustu fanoušků. Asi hlavně proto, že frontmanem kapely je právě Gold, který má na svém Youtube kanále přes 6 milionů odběratelů  a na Twitchi přes 4 miliony sledujících. Kapela vznikala na začátku roku 2021 a do vydání prvního EP dne 10. května s názvem Are you Alright? se o kapele vědělo jen velmi málo. Gold poprvé něco o kapele odhalil 14. dubna na svém Twitch streamu, kde pustil píseň One Day. Jen 2 dny po vydání EP už bylo na dvanáctém místě v celosvětovém žebříčku na iTunes. Toto EP produkoval hudební producent Cameron Nesbitt. 11. května Lovejoy vydali videoklip ke písni One Day a den poté i k písni Taunt. Tyto hudební klipy jsou udělané ve starém, záměrně rozmazaném a vintage stylu. Na svém Youtube kanále kapela získala za pouhých 9 dní (ke dni 15. května) přes 640 tisíc odběratelů a přes 7 837 900 zhlédnutí. One Day dosáhla na 60. místo a Taunt na 94. místo v UK Singles Chart. Frontmanem je Gold, který ještě před založením kapely sám vydal jedno album (Your City Gave Me Asthma) a složil tři další písně. Your New Boyfriend, jedna z jeho skladeb, dokonce dosáhla až na 10 příčku v sekci UK Indie. V kapele zastupuje roli hlavního zpěváka a kytaristy. Dalším členem je Joe Goldsmith, také jako kytarista. Na basovou kytaru hraje Ash Kabosu a Mark Boardman hraje na bicí. Jméno Lovejoy vzniklo, podle jednoho z Goldových přátel, který se jmenuje Benedict Lovejoy.

### Kontroverze
21. února 2024 byl Gold při streamu jeho bývalé přítelkyně online známé jako Shubble jménem 'talking about something more serious' nepřímo obviněn z domácího násilí. Gold na toto tvrzení 27. února stejného roku reagoval příspěvkem na platformě X, ve kterém se omluvil a ukázal svoji perspektivu na situaci. Tato omluva nebyla Shubble samotnou, ostatními influencery a širokou veřejností přijata a byla kritizována jako manipulativní a více defenzivní než omluvná.

## Diskografie

### EP
| Název                    | Detaily                                       |
| ------------------------ | --------------------------------------------- |
| Maybe I Was Boring       | - Vydáno: 25. prosince 2019                   |
| Your City Gave Me Asthma | - Vydáno: 25. června 2020                     |
| Are You Alright?         | - Vydáno: 10. května 2021 - S kapelou Lovejoy |
| Pebble Brain             | - Vydáno: 14. října 2021 - S kapelou Lovejoy  |
| Wake Up & It’s Over      | - Vydáno: 13. května 2023 - S kapelou Lovejoy |
| Mammalian Sighing Reflex | - Vydáno: 30. listopadu 2023                  |

### Singly
| Název                                     | Rok  | Pozice v žebříčcích | Pozice v žebříčcích | Pozice v žebříčcích | Album |
| ----------------------------------------- | ---- | ------------------- | ------------------- | ------------------- | ----- |
| „The 'Nice Guy' Ballad“                   | 2018 | UK                  | UK Indie            | IRE                 | Žádné |
| „I Am Very Smart“                         | 2019 | —                   | —                   | —                   | Žádné |
| „Maybe I Was Boring“                      | 2019 | —                   | —                   | —                   | Žádné |
| „Karen, Please Come Back I Miss the Kids“ | 2019 | —                   | —                   | —                   | Žádné |
| „I'm in Love with an E-Girl“              | 2020 | —                   | —                   | —                   | Žádné |
| „Internet Ruined Me“                      | 2020 | —                   | —                   | —                   | Žádné |
| „Your New Boyfriend“                      | 2020 | 65                  | 10                  | 100                 | Žádné |